# 河合勝巳
河合 勝巳（かわい かつみ、1929年2月5日 - 1991年7月11日）は日本映画の編集技師。京都府出身。

## 経歴
1947年に松竹島原撮影所に入社するも半年で東横映画に移籍、宮本信太郎に師事し編集助手となる。1953年に1本立ちし東映を代表する編集技師となる。1969年に始まったテレビ時代劇・『水戸黄門』より「ナショナル劇場」の編集を担当、以後テレビを中心に活躍、『水戸黄門 第20部』第46話の作業終了直後体調を崩し、1991年7月11日帰らぬ人となった。

## 担当作品

### 映画作品
- 水戸黄門（1978年）

他

### テレビ作品
- 白馬童子（1960年、NET / 東映）
- まぼろし城（1968年、MBS / 松竹）
- ナショナル劇場 （1969年 - 1991年、TBS）
  - 水戸黄門（第1部 - 第20部 第46話）
  - 大岡越前（第1部 - 第11部）
  - 江戸を斬る（江戸を斬る 梓右近隠密帳 - 江戸を斬るVII）
  - 翔んでる!平賀源内
- 新三匹の侍（1970年、CX / 松竹）
- 柳生十兵衛（1970年 - 1971年、CX / 東映）
- 女人平家（1971年 - 1972年、ABC / 松竹）
- 十手無用 九丁堀事件帖（1975年 - 1976年、日本テレビ / 東映）
- 疾風同心（1978年 - 1979年、東京12チャンネル / C.A.L）
- 風鈴捕物帳（1978年 - 1979年、テレビ朝日 / S.H.P）
- 八丁堀暴れ軍団（1979年、東京12チャンネル / C.A.L）
- 吸血鬼ドラキュラ神戸に現わる（1979年、ABC / 東映）
- 雪姫隠密道中記（1980年、毎日放送 / S.H.P）
- 天下御免の頑固おやじ 大久保彦左衛門（1982年、オフィス・ヘンミ / TBS）
- 松平右近事件帳（1982年 - 1983年、日本テレビ / ユニオン映画・六本木オフィス）
- 清水次郎長（1982年、フジテレビ / 東映・オフィス・ヘンミ）
- 眠狂四郎円月殺法（1982年 - 1983年、テレビ東京 / 歌舞伎座テレビ）
- 新・松平右近（1983年、日本テレビ / ユニオン映画・六本木オフィス）
- 日本テレビ火曜8時枠時代劇
  - 長七郎江戸日記（1983年 - 1986年・1988年 - 1991年、日本テレビ / ユニオン映画・六本木オフィス）
  - 八百八町夢日記第1シリーズ（1989年 - 1990年、日本テレビ / ユニオン映画）
- 年末時代劇スペシャル（1985年 - 1989年、日本テレビ）
  - 忠臣蔵
  - 白虎隊
  - 田原坂
  - 五稜郭
  - 奇兵隊
- 野風の笛 鬼の剣 松平忠輝天下を斬る!（1987年、日本テレビ / ユニオン映画）
- 用心棒日月抄（1989年、日本テレビ / ユニオン映画・杉友）
- 女忍かげろう組（1990年 - 1991年）（日本テレビ / オフィス・ヘンミ）
- 遊の人 -天下の御意見番大久保彦左衛-（1991年、オフィス・ヘンミ / TBS）

他多数